# Uniwersytet Johnsa Hopkinsa
Uniwersytet Johnsa Hopkinsa (ang. Johns Hopkins University) – amerykański uniwersytet niepubliczny działający w Baltimore, w stanie Maryland.

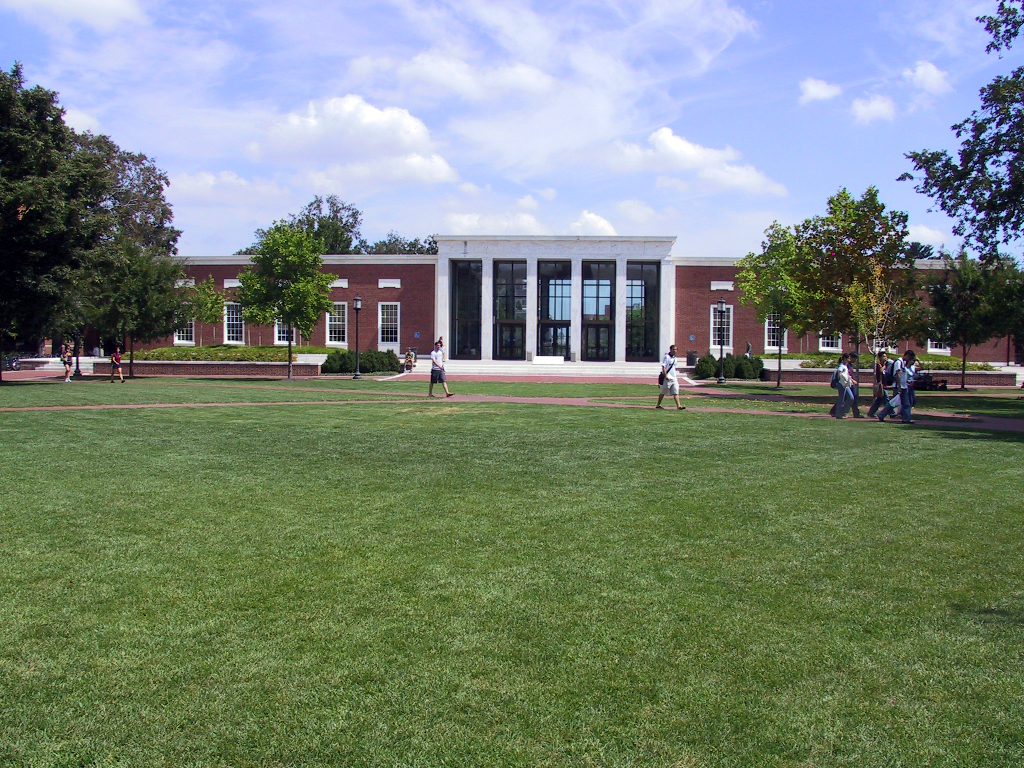
Biblioteka Eisenhowera

Uniwersytet został założony w roku 1876, a jego nazwa honoruje Johnsa Hopkinsa, który przekazał na cele uczelni darowiznę w kwocie 7 milionów dolarów. Pierwszym rektorem uczelni został Daniel Coit Gilman, który kładł nacisk na dobór kadry profesorskiej. Dzięki temu w latach 70. i 80. XIX wieku uczelnia była jedną z najlepszych szkół wyższych w Stanach Zjednoczonych.

## Znani absolwenci
Jednym z pierwszych absolwentów uniwersytetu był Woodrow Wilson. Studia na niej ukończył także Mike May, znany z tego, że ustanowił rekord świata w szybkości zjazdu na nartach przez niewidomego (104,6 km/h) i zdobył trzy brązowe medale na Zimowych Igrzyskach Paraolimpijskich w 1984.